# Jorge Luis Piloto
Jorge Luís Piloto (Cárdenas, 15 de janeiro de 1955) é um compositor cubano. Conhecido por sua longa e prolifera carreira na música latina, ele já compôs canções para artistas como Christina Aguilera, Chayanne, José José, Celia Cruz, entre outros.Ele já foi honrado com um ASCAP Award por alcançar "marcos extraordinários de carreira".